# Polyrhachis taylori
Polyrhachis taylori é uma espécie de formiga do gênero Polyrhachis, pertencente à subfamília Formicinae.